# Кишко, Георгий Иванович
Гео́ргий Ива́нович Кишко́ (укр. Георгій Іванович Кишко; 23 января 1946, Киев, Украинская ССР, СССР — 1996, Украина) — советский и украинский актёр театра, кино и озвучивания. Много работал с мультипликатором Давидом Черкасским, озвучивая его мультипликационных персонажей, а также исполняя песни.

## Биография
Георгий Иванович Кишко родился 23 января 1946 года, в Киеве.
В 1972 году окончил Московское Театральное училище имени Б. В. Щукина и поступил на работу в Киевский драматический театр им. Леси Украинки, на сцене которого выступал до конца жизни.
Скончался в 1996 году, вскоре после своего пятидесятилетия.

## Деятельность
Известен как актёр озвучивания мультфильмов: его голосом говорят матрос Фукс в «Приключениях капитана Врунгеля», Бармалей и Айболит в «Докторе Айболите» и Слепой Пью в «Острове сокровищ», другие мультипликационные герои.
Давид Черкасский, режиссёр мультфильмов, вспоминал, что именно благодаря таланту Георгия Кишко разбойник Бармалей в м/ф «Доктор Айболит» получился столь неоднозначным и даже нежным.
«Он ранимый, понимаете? Когда читаешь Чуковского, осознаешь, сколько всего намешано в этом герое!… Поэтому мы его сделали трогательным, а не злодеем. Сначала он хорохорится, делает вид, что он очень злой, даже реплика такая есть: „Я злой разбойник? — Злой!“
У нас он вышел несчастным таким евреем (…) А озвучивал его Жора Кишко. Он своим тоном делал героя очень нежным и чуть-чуть плаксивым».

## Фильмография
- 1979 — Дождь в чужом городе — Стёпочка
- 1980 — Страх — Новацкий
- 1991 — Народный Малахий
- 1992 — Ошибка профессора Буггенсберга (не был завершён) — Чёрный Пёс

## Озвучивание мультфильмов
- 1976—1979 — Приключения капитана Врунгеля — Фукс / таможенный чиновник / почтальон / репортёр / член яхт-клуба / пассажир самолёта
- 1977 — Тяп-ляп — все персонажи
- 1977 — «Счастливый» конец (Фитиль № 177) — мотоциклист
- 1978 — Ссора — Осёл, любящий бокс
- 1980 — Лесная быль (Фитиль № 222) — браконьер / заяц
- 1980 — Золотая липа — Попугай
- 1981 — Алиса в стране чудес — Мартовский Заяц
- 1982 — Алиса в Зазеркалье — цветок шпорник / гонец
- 1982 — Обыкновенное чудо (Фитиль № 242) — подчинённый / несуна Гунькин
- 1984 — Про всех на свете
- 1984—1985 — Доктор Айболит — Бармалей (2-3, 7: пролог) / Айболит (часть реплик в 6 серии)[2] / Одноглазый (в 4 серии) / разбойники (3-7) / животные / Страусята (в 5 серии) / Бармалей (вокал) (в 4 серии)
- 1986—1988 — Остров сокровищ — Слепой Пью